# Bataille de Dinant (1914)
Pour les articles homonymes, voir Bataille de Dinant.
Première Guerre mondiale
Batailles
Front d'Europe de l’Ouest
- Liège (8-1914)
- Namur (8-1914)
- Frontières (8-1914)
- Anvers (9-1914)
- Grande Retraite (9-1914)
- Marne (9-1914)
- Course à la mer (9-1914)
- Yser (10-1914)
- Messines (10-1914)
- Ypres (10-1914)
- Givenchy (12-1914)
- 1re Champagne (12-1914)
- Hartmannswillerkopf (1-1915)
- Neuve-Chapelle (3-1915)
- 2e Ypres (4-1915)
- Colline 60 (4-1915)
- Artois (5-1915)
- Festubert (5-1915)
- Quennevières (6-1915)
- Linge (7-1915)
- 2e Artois (9-1915)
- 2e Champagne (9-1915)
- Loos (9-1915)
- Verdun (2-1916)
- Redoute Hohenzollern (3-1916)
- Hulluch (4-1916)
- 1re Somme (7-1916)
- Fromelles (7-1916)
- Arras (4-1917)
- Vimy (4-1917)
- Chemin des Dames (4-1917)
- 3e Champagne (4-1917)
- 2e Messines (6-1917)
- Passchendaele (7-1917)
- Cote 70 (8-1917)
- 2e Verdun (8-1917)
- Malmaison (10-1917)
- Cambrai (11-1917)
- Bombardements de Paris (1-1918)
- Offensive du Printemps (3-1918)
- Lys (4-1918)
- Aisne (5-1918)
- Bois Belleau (6-1918)
- 2e Marne (7-1918)
- 4e Champagne (7-1918)
- Château-Thierry (7-1918)
- Le Hamel (7-1918)
- Amiens (8-1918)
- Cent-Jours (8-1918)
- 2e Somme (9-1918)
- Bataille de la ligne Hindenburg
- Meuse-Argonne (10-1918)
- Cambrai (10-1918)

Front italien
Front d'Europe de l’Est
Front des Balkans
Front du Moyen-Orient
Front africain
Bataille de l'Atlantique
La bataille de Dinant est une bataille de la Première Guerre mondiale qui opposa les troupes françaises à l'armée allemande, du 15 au 23 août 1914, pour le contrôle de la ville de Dinant, dans la province de Namur, en Belgique.
Elle est devenue tristement célèbre le 23 août 1914 par le massacre de 674 civils par les forces allemandes, notamment dans le quartier des Rivages et dans le village de Neffe.

## Contexte historique

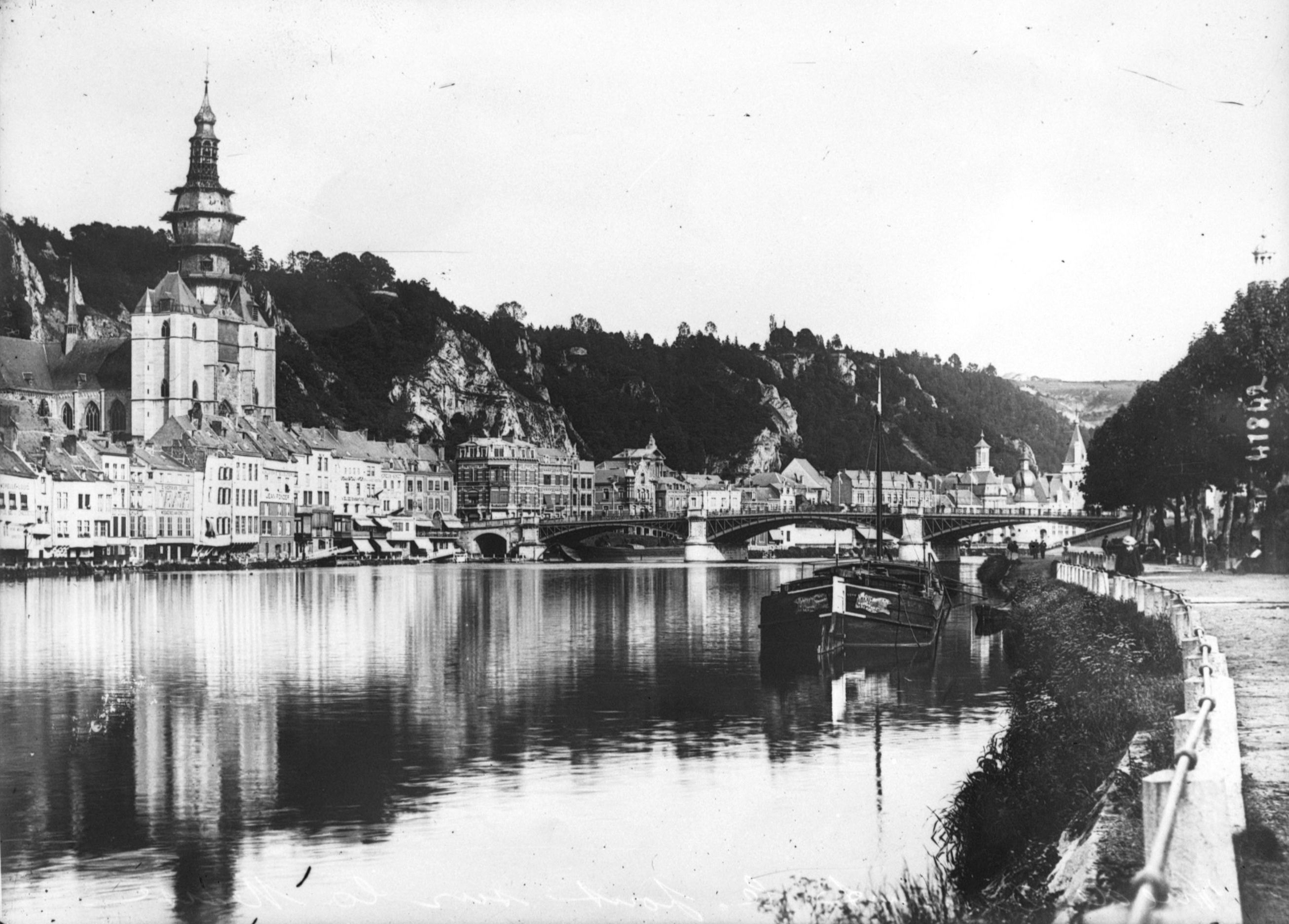
Vue de la ville de Dinant en 1914.

Au début de la Première Guerre mondiale, l'armée allemande, qui combat sur deux fronts, décide de frapper vite et fort, dès le mois d'août. L'invasion de la Belgique et du Grand-duché de Luxembourg n'est qu'une étape dans l'avancée vers la France. Dinant, sur la Meuse, est située sur l'axe principal de l'invasion de l'armée impériale allemande.
La ville dispose d'une importance stratégique, située entre Mons et Liège et près des frontières française et allemande.
À partir du 6 août, les Allemands mènent des patrouilles de reconnaissance dans la région de Dinant.
Le 9 août, peu de temps après que l'Empire allemand a déclaré la guerre à la France, le 148e régiment d'infanterie de l'armée Française venant de Givet se déploie à Dinant et occupe la rive gauche de la Meuse.

## Déroulement de la bataille

### Les forces en présence
Au lever du jour, le samedi 15 août, allait se livrer la première bataille pour le contrôle de la Meuse à Dinant. Elle opposa l'armée française à l'armée allemande :
- côté français : 16 compagnies et 4 sections de mitrailleuses, mais pas d'artillerie ;
- côté allemand : éléments de deux divisions de cavalerie, la division de la garde et la 5e division, appuyées par 3 bataillons d'infanterie, les 11e, 12e et 13e chasseurs.

### Tentative de prise de la ville par les Allemands (15 août)

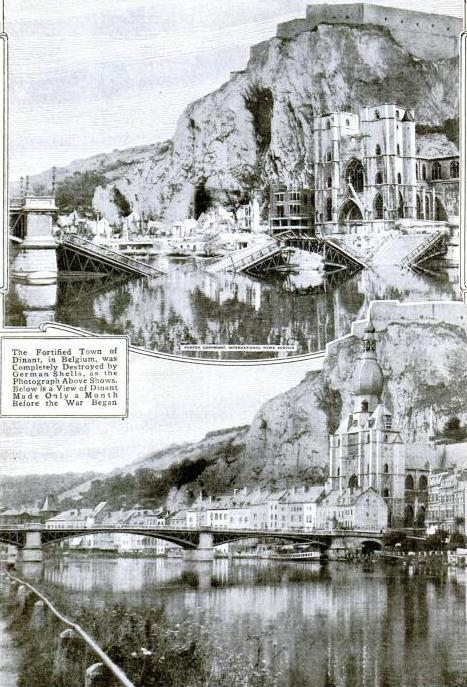
Destructions à Dinant pendant la Première Guerre mondiale.

Une section du 148e régiment d'infanterie française établie dans la citadelle était en  patrouille sur les hauteurs. Vers 5 heures du matin, la 12e compagnie du IIIe bataillon du 33e régiment d'infanterie française reçut l'ordre de monter à la citadelle et de s'y maintenir.
Vers 6 h du matin, l'armée allemande attaqua. Les 12e bataillon de chasseurs de Freyberg et 13e bataillon des Garde-Jäger lancèrent une attaque sur la ville. L'artillerie allemande, déployée à l'ouest de Sorinnes ouvrit le feu sur Dinant, touchant notamment la citadelle. L'Hospice, où le drapeau de la Croix-Rouge était arboré, reçut un des premiers obus. La 10e compagnie, commandée par le capitaine Bataille, fut envoyée en renfort pour tenter d'éloigner l'artillerie allemande, mais une mitrailleuse ennemie parvint à s'approcher et la défense se replia.
En attendant, les obus des canons de 77 allemands plurent aux abords du pont et sur la route de Philippeville, par où devaient arriver les renforts français. Parmi les troupes françaises qui occupaient le quartier de la gare et du pont, les pertes furent très lourdes : 2 officiers et 9 hommes de troupe tués, 57 blessés et 96 portés disparus.
Quatre bataillons français furent appelés en renfort. Les deux du 73e, arrivent d'Onhaye, sans trop d'encombre. Ceux du 8e, cantonné à Weillen, éprouvèrent plus de difficultés dans leur marche en avant. Ils furent la cible des mitrailleuses allemandes et perdirent plus de 350 soldats.
À 11 h, le général Deligny ordonna à l'artillerie française (21e RAC) de répliquer. Mais à 11 h 40, la citadelle tomba aux mains des Allemands malgré la défense des Français.

### L'échec de l'armée allemande
Vers 13h20, le général Deligny ordonna de reprendre chaque recoin de la ville. Le 27e régiment d'artillerie français entra en action. Les canons de 75 ripostèrent aux canons allemands et ils firent taire les mitrailleuses établies sur les crêtes de la citadelle.
Vers 16 h, le 8e régiment d'infanterie (RI) se regroupa et traversa la Meuse afin de reprendre la citadelle. Des éléments du 73e et du 8e grimpèrent audacieusement les 408 marches et les contreforts qui conduisent à la citadelle. Le drapeau allemand qui flottait depuis midi est remplacé par l'étendard français. Une vingtaine de soldats allemands furent faits prisonniers.
À la fin de la journée, les canons allemands cessèrent le feu et l'ennemi commença, vers 17 heures, une retraite précipitée, poursuivi par la cavalerie française, qui s'était approchée de la Meuse. L'infanterie ramenée sur la rive gauche à la tombée de la nuit, s'établit dans la ville en cantonnement d'alerte.
Pendant la bataille du 15 août, deux dinantais furent tués : le facteur Narcisse Pirson et Léon Moussoux (55 ans), blessé dans l'exercice de sa mission. Porteur du brassard de la Croix-Rouge, il se rendait ce jour-là, vers 13 heures, rue Saint-Jacques, pour y porter secours à des soldats blessés. Il fut touché d'une balle dans la tête, tirée du haut du fort. Charles de Gaulle, lieutenant au 33e régiment d'infanterie d'Arras, dont c'est le premier combat, est touché à la jambe (« fracture du péroné par balles avec éclats dans l'articulation ») en ce 15 août.
La population dinantaise acclama les troupes françaises en chantant La Marseillaise. Les pertes allemandes s'élevaient à 3 000 soldats tués, prisonniers disparus au total tandis que le 8e RI perd 54 hommes et subit 9 officiers blessés au cours de la reprise de la citadelle.
Les jours suivants, la région de Dinant fut survolée par les avions allemands, quelques escarmouches continuèrent d'avoir lieu, les unités françaises se replièrent sur la rive gauche de la Meuse prêtes à intervenir en cas d'attaques allemandes.
Cependant, l'armée allemande ne voulut pas reconnaître son échec. Son dépit n'en retomba que plus lourdement sur la ville de Dinant.

## Le massacre de Dinant (23 août 1914)
Dinant est parmi les villes les plus durement touchées par les atrocités allemandes en 1914.
Dans la nuit du 21 au 22 août, des cavaliers allemands soutenus par des automitrailleuses s’engagent dans la rue Saint-Jacques non-défendue et mettent le feu aux habitations. Dans la journée du 22 août, 2 500 civils tentent de fuir derrière les lignes françaises et sont accueillis par les troupes françaises. Le quartier-général donne bientôt l'ordre de battre en retraite.
Le 23 août, les Allemands, suspectant de compter dans la population dinantaise des francs-tireurs, rassemblent un grand nombre d'habitants qu'ils fusillent. On recense 674 hommes, femmes et enfants passés par les armes lors de ce massacre et plus d'un millier d'habitations incendiées. Quelques compagnies françaises tentent encore sans répit de défendre Dinant.
Les nombreux massacres et pillages perpétrés par les Allemands donna l'avantage moral aux Alliés. En effet, le concept de « guerre du droit » joua un rôle central dans l'engagement des États-Unis en 1917.

## Lieux de mémoire
- Un cimetière militaire a été inauguré dans la citadelle en 1923, y reposent les 1 200 soldats français tombés pendant les combats d'août 1914 ;
- Un monument commémoratif , L'Assaut, sculpté par le belge Alexandre Daoust, est par ailleurs situé près du cimetière, en mémoire la reprise de la citadelle par les Français le 15 août 1914[8];
- Le monument aux 674 victimes civiles dont 116 fusillés au mur Tschoffen est situé dans la rue Daoust ;
- le monument national aux martyrs civils de Belgique, Furore Teutonico inauguré le 23 août 1936 sur la Place d’Armes à la mémoire de 23 700 civils fusillés lors de l’invasion d’août 1914 ou tombés sous l’occupation, dont 2 812 civils dans les provinces de Namur et de Luxembourg et 674 civils dinantais (16 stèles mentionnaient le nom de ces derniers) fut détruit par les Allemands en mai-juin 1940.

Un nouveau monument aux victimes du 23 août 1914 a été inauguré le 23 août 2014, œuvre de l’atelier d’architecture bruxellois Kascen. Sorte de tunnel triangulaire, sur les parois duquel sont percés des textes, noms des victimes et des messages de paix.

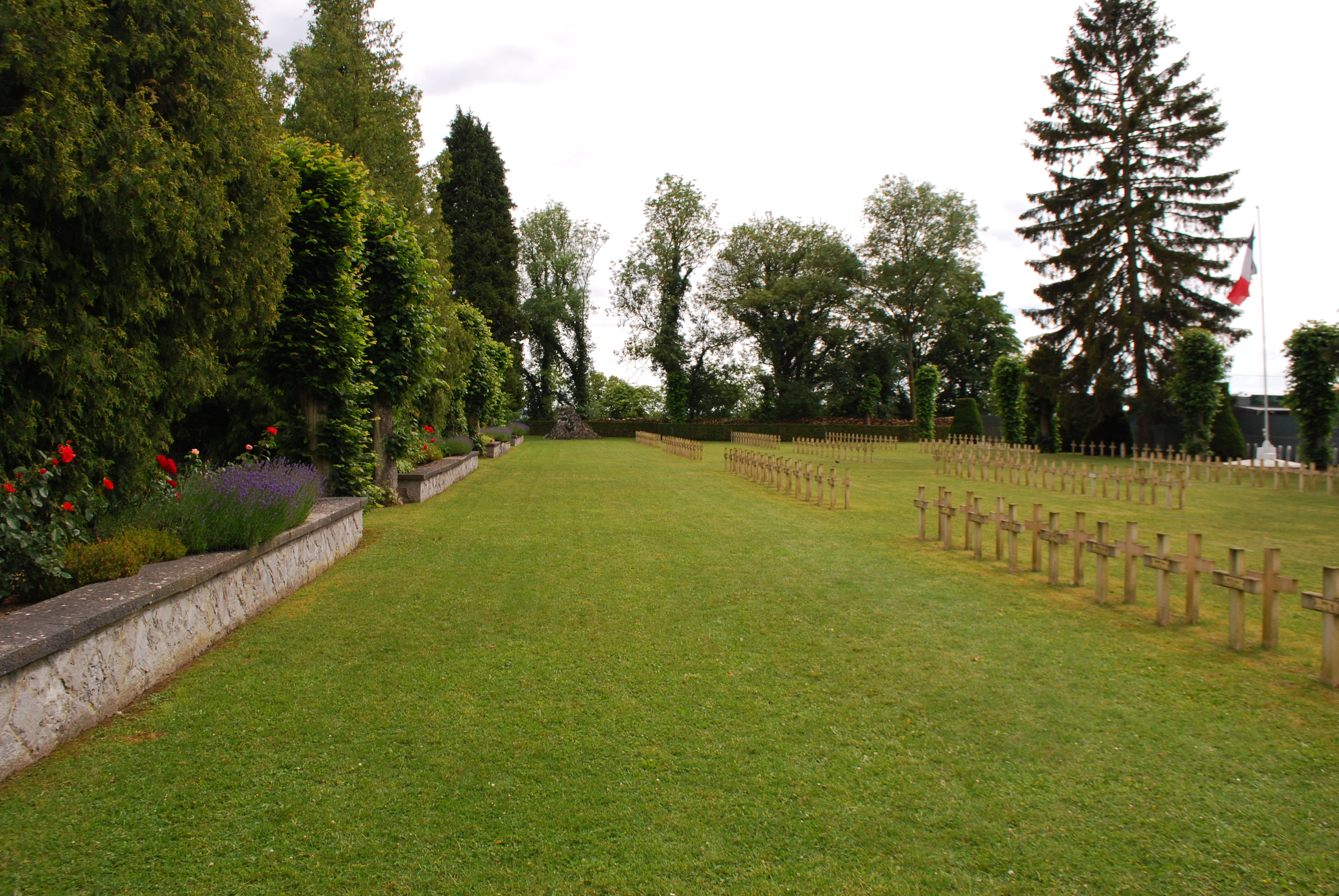
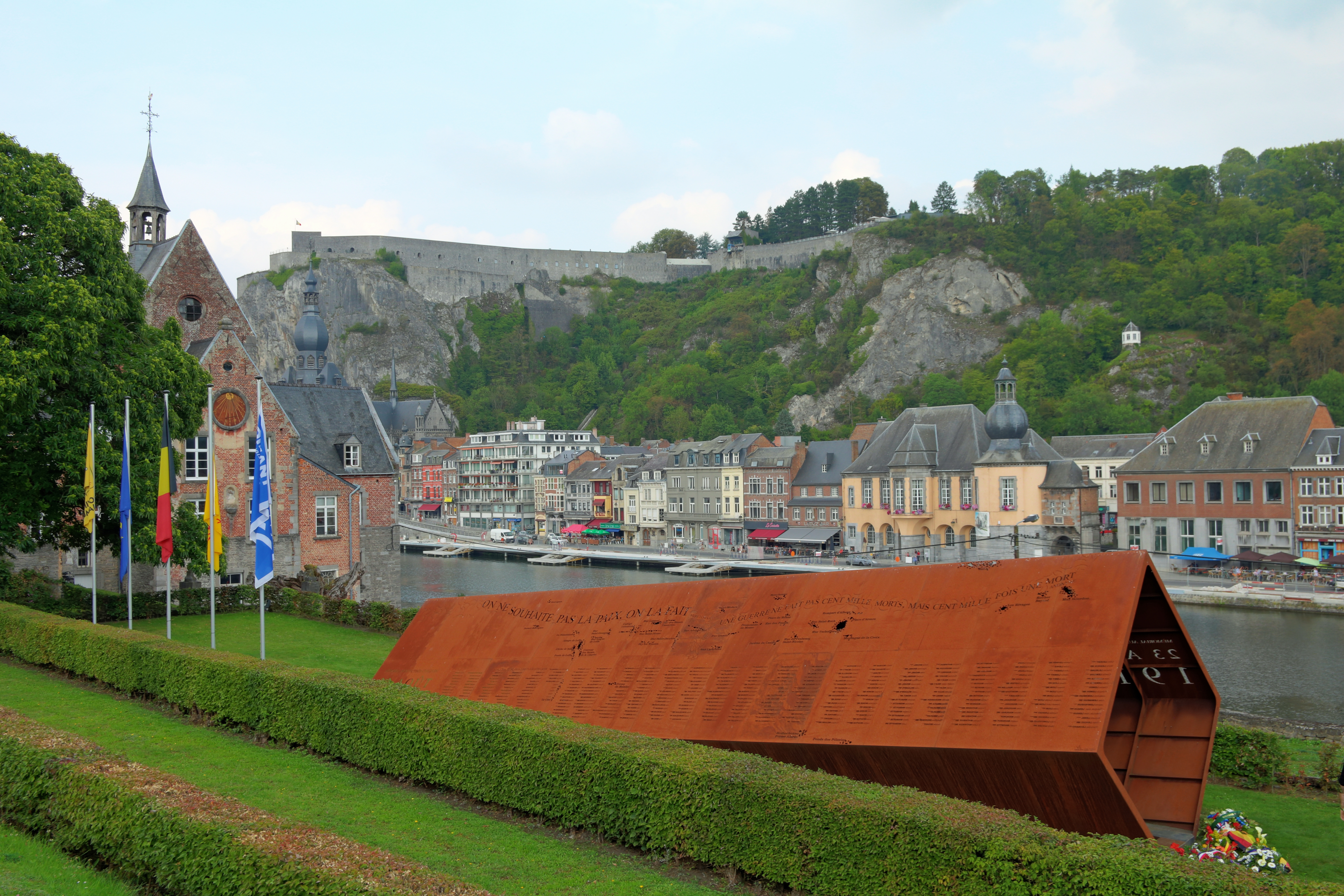

## Anecdotes
Le lieutenant Charles de Gaulle, futur chef de la France libre et président de la République française, est touché à la jambe pendant cette bataille, le 15 août (« fracture du péroné par balles avec éclats dans l'articulation »). Il rejoindra ensuite le 33e RI sur le front de Champagne pour commander la 7e compagnie.
Une statue du lieutenant Charles de Gaulle de 2,5 mètres de haut a été inaugurée le 15 août 2014 par le petit-neveu de Charles de Gaulle et du petit-fils du Chancelier Konrad Adenauer, en présence des autorités locales et de l'ancien délégué Général de la Wallonie et de Bruxelles à Paris Paul-Henry Gendebien. Elle est l'œuvre du dernier artisan dinandier de Dinant Guido Clabots.
Jusqu'au 6 mai 2001, le drapeau allemand n'a pas flotté sur le pont de Dinant en raison de l'épisode du massacre des 674 civils par l'armée allemande. C'est la date choisie par les autorités communales pour organiser une cérémonie de « rapprochement » avec l'Allemagne, et « tourner » la page de ces évènements. Ce jour-là, le ministre allemand de la Défense est venu exprimer officiellement les regrets de son peuple aux Dinantais.

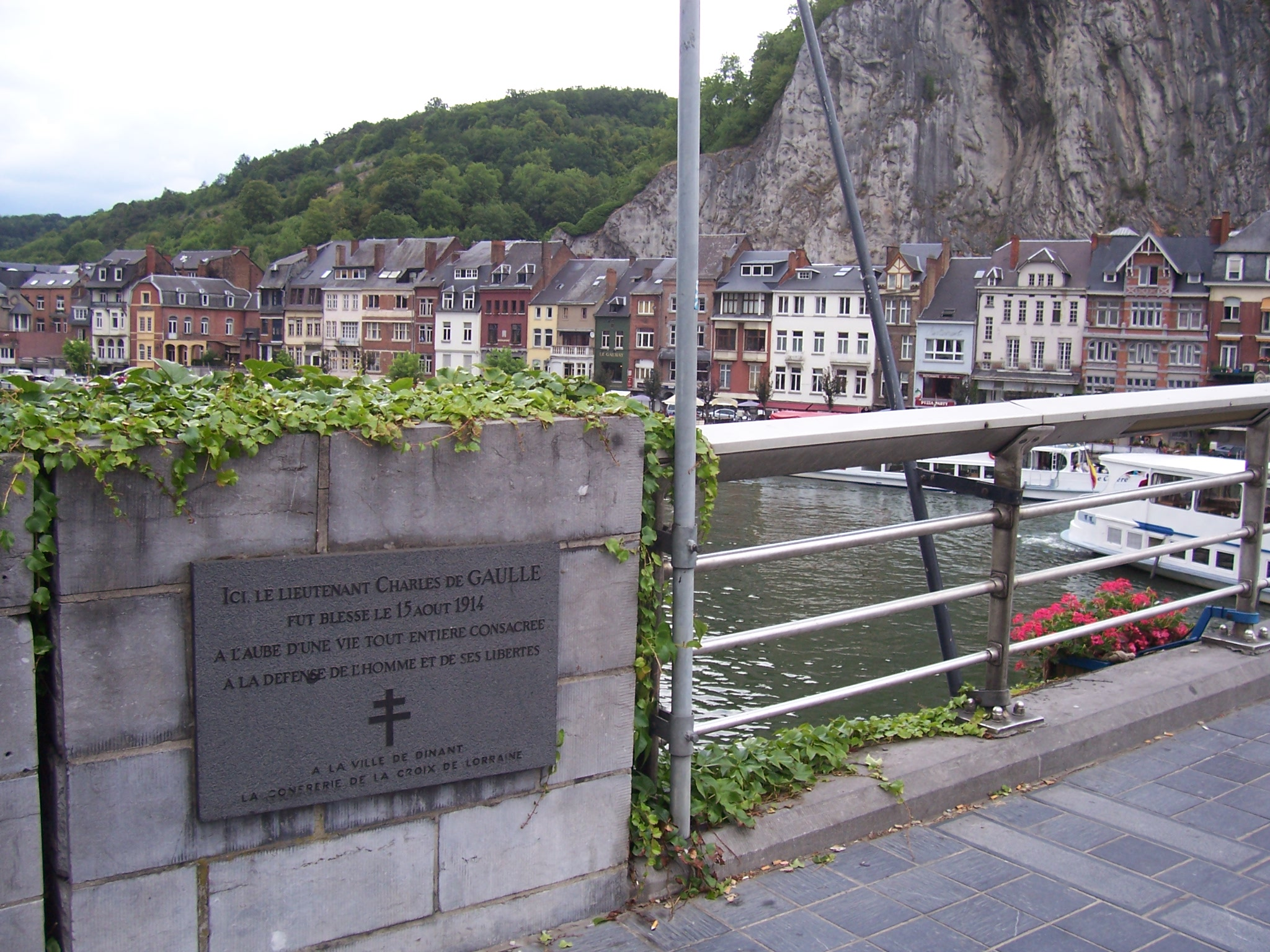
Plaque commémorative sur le pont de Dinant concernant Charles de Gaulle : « Ici le lieutenant Charles de Gaulle fut blessé le 15 aout 1914 à l'aube d'une vie tout entière consacrée à la défense de l'homme et de ses libertés. »
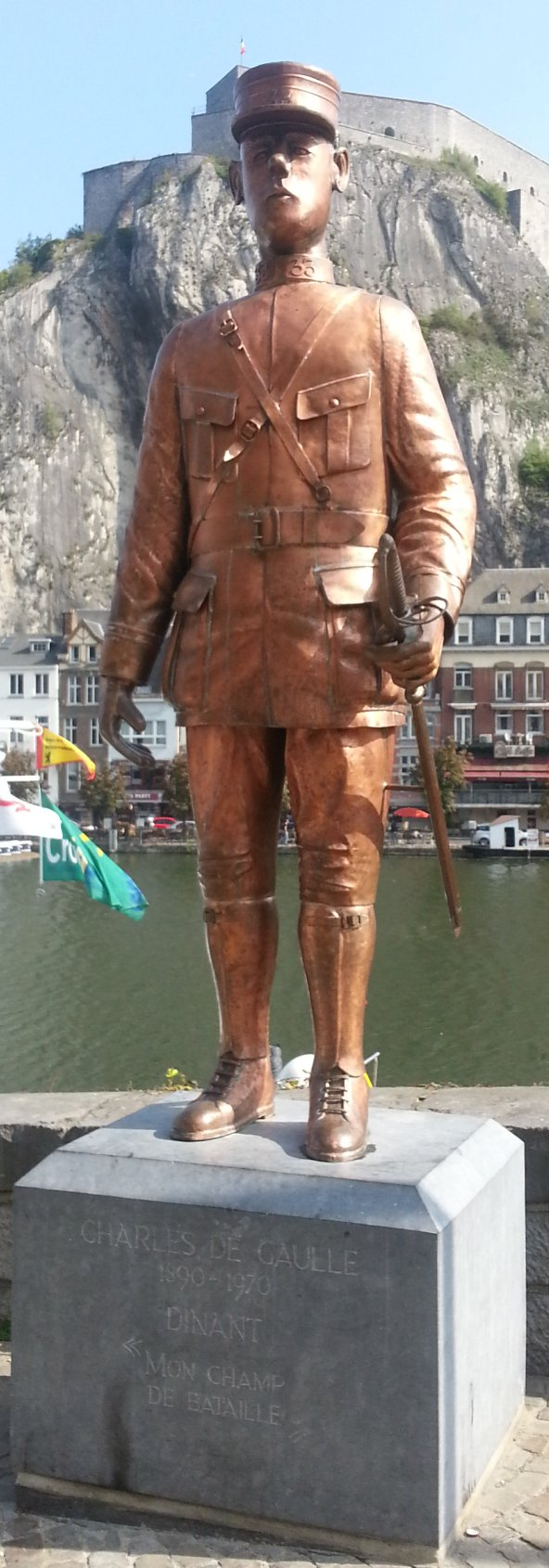
Statue du général de Gaulle près du pont de Dinant, où est inscrit, sous le nom de De Gaulle : Dinant « Mon champ de bataille ».

### Articles annexes
- Atrocités allemandes en 1914
- Massacre de Tamines
- Traité de Couillet